# Município de Darby (condado de Madison, Ohio)
Localização do Ohio nos E.U.A.
O município de Darby (em inglês: Darby Township) é um município localizado no condado de Madison no estado estadounidense de Ohio. No ano 2010 tinha uma população de 4226 habitantes e uma densidade populacional de 76,96 pessoas por km².

## Geografia
O município de Darby encontra-se localizado nas coordenadas 40° 05′ 37″ N, 83° 17′ 34″ O. Segundo o Departamento do Censo dos Estados Unidos, o município tem uma superfície total de 54.91 km², da qual 54,89 km² correspondem a terra firme e (0,03 %) 0,02 km² é água.

## Demografia
Segundo o censo de 2010, tinha 4226 pessoas residindo no município de Darby. A densidade de população era de 76,96 hab./km².